# Trinidad och Tobagos Billie Jean King Cup-lag
Trinidad och Tobagos Billie Jean King Cup-lag representerar Trinidad och Tobago i tennisturneringen Billie Jean King Cup, och kontrolleras av Trinidad och Tobagos tennisförbund.

## Historik
Trinidad och Tobago deltog första gången 1990. Bästa resultat är finalplatsen i det regionala kvalet 1993.